# Áreas selvagens da Tasmânia
A Tasmanian Wilderness World Heritage Area, abreviada para TWWHA, é um Patrimônio Mundial na Tasmânia, Austrália. É uma das maiores áreas de conservação da Austrália, cobrindo 15 800 km2 (6 100 milhas quadradas), ou quase 25 por cento da Tasmânia. É também uma das últimas extensões de deserto temperado do mundo, e inclui o South West Wilderness.
A principal indústria do TWWHA é o turismo, mas a região tem uma falta de desenvolvimento em parte devido à justaposição de desenvolvimento com a ideia de natureza intocada. Não há habitação permanente na área, exceto por pequenas partes na periferia. A região é conhecida por atividades como caminhadas pela mata, rafting e escalada. O deserto da Tasmânia se qualifica para 7 dos 10 critérios de classificação avaliados para o Patrimônio Mundial. Juntamente com o Monte Tai na China, é a medida mais alta alcançada para o status de Patrimônio da Humanidade na Terra.
O TWWHA foi colocado pela primeira vez na Lista do Patrimônio Mundial em 1982 sob acordos conjuntos entre o governo federal da Austrália e o governo da Tasmânia durante a controvérsia da Represa de Franklin, e expandido em 1989 após o Inquérito de Helsham, uma decisão para proteger uma floresta de eucalipto da exploração madeireira. Devido ao planejamento e gestão abaixo da média da área durante a década de 1990, um plano de gestão foi elaborado e promulgado em 1992, substituído por um novo plano de gestão em 1999. Em 2014, o governo Abbott propôs retirar da lista o Tasmanian Wilderness como um Patrimônio da Humanidade para permitir o corte de árvores dentro da área protegida. Isso foi rejeitado pelo Comitê do Patrimônio Mundial o mesmo ano. Em 2016, o governo da Tasmânia retirou a licitação para permitir a extração de madeira no deserto da Tasmânia depois que um relatório da UNESCO se opôs à ideia.

## Geografia
O Deserto da Tasmânia é uma área selvagem extensa, úmida e temperada que cobre grande parte do sul e oeste da Tasmânia. Tem aproximadamente 200 km (120 milhas) de norte a sul e uma média de 70 km (43 milhas) de leste a oeste, ou 1,38 milhões de hectares (3,4 milhões de acres) antes das expansões em 2013.: 229 A área da região tornou 15 800 km2, ou quase 25% da Tasmânia após extensões em 1989 e 2013. Embora o ponto mais alto esteja a apenas 1 600 metros (5 000 pés) acima do nível do mar e não haja cobertura de neve o ano todo, grande parte da A área é muito acidentada e contém as únicas áreas extensas recentemente glaciadas na Austrália. A última glaciação terminou 10 000 a 12 000 anos atrás. Constitui uma das últimas extensões de deserto temperado do mundo, e inclui o South West Wilderness.